# TRS (ràdio)

Un sistema TRS controlat centralment mitjançant un canal de control (que es mostra a la figura). Un altre tipus, un sistema troncal basat en escaneig, no té cap canal de control (no mostrat).

El protocol TRS, Trunked Radio System en anglès, és un terme que cobreix diversos estàndards de sistemes de ràdio amb agrupació de canals per a dispositius de ràdio . La ràdio trunked requereix una infraestructura de ràdio instal·lada permanentment que consta de pals de transmissió i una xarxa central. Tota la comunicació per ràdio es gestiona mitjançant la infraestructura de ràdio instal·lada permanentment (TMO).

## Agrupació de canals
L'avantatge de l'agrupació de canals (d'aquí el nom) és que un grup d'usuaris tancat, p. e.: amb el TRS ja no s'ha d'assignar una (o més) freqüències fixes (un canal de ràdio fix) (que llavors només es pot utilitzar amb moderació) a l'empresa de recollida d'escombraries o d'eliminació de residus municipals, sinó que es pot compartir un conjunt de freqüències entre diversos grups d'usuaris d'una o més empreses . Això és molt més eficient pel que fa als requisits d'espectre: es necessiten molt menys freqüències per als mateixos requisits de comunicació. En el cas de les xarxes de ràdio troncals públiques, això fa possible que moltes empreses utilitzin una infraestructura de ràdio comuna en lloc que cada empresa individual hagi de configurar la seva pròpia infraestructura de ràdio amb pals de transmissió, xarxa central, etc. Per tal de satisfer les necessitats de tants usuaris com sigui possible en una regió, sovint es connecten diversos pals de transmissió mitjançant cables de fibra òptica, línies dedicades o enllaços de ràdio per augmentar l' abast (cobertura), de manera que es crea un sistema de ràdio que s'estén. a tota una àrea determinada.

## Funcions clau
La diferència més gran amb els telèfons mòbils convencionals, que només permeten trucades punt a punt ( unicast ), és la trucada de grup amb ràdio trunked, en què un dispositiu de ràdio pot comunicar-se amb altres aparells alhora. Les ràdios solen funcionar de la manera clàssica: per parlar, cal prémer un botó, també conegut com a push-to-talk, i en menys de 100 ms la trucada s'estableix; es deixa de prémer per escoltar (release-to-listen). Es recomana l'ús de regles d'expressió oral (p. ex., "canvi"/"tanco").
Els rangs de les diferents normes varien. Amb el sistema de ràdio troncal de més ràpid creixement i més potent actualment, TETRA, hi ha disponibles fins a 30, depenent del terreny. km possibles. Tanmateix, aquest valor teòric té poca rellevància a causa de paràmetres de planificació com ara la densitat de participants, el comportament d'ús i la topografia del terreny. A més, les estacions de retransmissió mòbils es poden utilitzar per ampliar l' àrea de cobertura de ràdio .
En principi, els grups connectats dins d'una xarxa de ràdio troncal funcionen de manera totalment independent els uns dels altres. En el sistema digital de xarxes de ràdio trunked, el canvi d'un grup a un altre sol ser possible sense grans inconvenients. Per fer-ho, l'administrador del sistema ha d'"activar" l'accés de grup desitjat. Això es fa normalment quan es configura el sistema.

## Àmbits d'aplicació
La ràdio trunked té diversos avantatges respecte a la telefonia mòbil que són indispensables per als usuaris professionals. El més important: parlar amb només prémer un botó ( push-to-talk ) en lloc de marcar i esperar que s'estableixi la trucada. Amb només prémer un botó, un canal es posa a disposició d'un conjunt de canals de ràdio mitjançant el "principi del paquet de freqüències". S'estableix immediatament una conversa amb el participant individual desitjat o amb tot el grup. Això vol dir que tots els participants, ja siguin de la seva pròpia flota o d'altres flotes, es poden contactar ràpidament mitjançant dispositius mòbils. Es poden assignar de forma dinàmica i immediatament i adaptar-se de manera flexible a comandes urgents o situacions canviants. A més de la velocitat i seguretat de la tecnologia, un altre avantatge és la infraestructura de xarxa, que és independent dels telèfons mòbils i garanteix un funcionament ininterromput, p. B. també garantit la nit de Cap d'Any o en grans esdeveniments.
A diferència de la telefonia mòbil, l'ús de la ràdio trunked normalment es limita a una regió específica. Els sistemes de ràdio trunked es caracteritzen per una major eficiència espectral en comparació amb els estàndards de ràdio mòbil més antics com el GSM.
Per a les àrees de seguretat pública, els sistemes de ràdio troncal ofereixen opcions de servei com la formació de grups dinàmics o la possibilitat que dos o més dispositius de ràdio es comuniquin directament entre ells sense una infraestructura de ràdio ( DMO ) instal·lada permanentment. Igual que des de l'oficina, els serveis d'emergències poden accedir a sistemes d'informació i bases de dades i consultar informació: informació sobre productes químics o zones de protecció de l'aigua, capacitats dels hospitals del voltant o ubicacions de determinats vehicles especials a la comarca. Els sistemes de ràdio trunked són, doncs, especialment interessants per als cossos de seguretat pública com la policia, els bombers o el control de desastres . Amb l'ajuda de la ràdio digital, tota la transmissió de veu o dades es transmet als respectius serveis d'emergència de manera a prova de tocs.
De la mateixa manera, els sistemes de ràdio troncal també s'instal·len com a xarxa de ràdio de l'empresa . Fa temps que formen part de l'equipament bàsic de grans empreses com BMW, Audi o MAN. Aquests sistemes de ràdio troncal poden, per exemple, connectar els empleats a les àrees de seguretat de la planta, cos de bombers, manteniment o des del magatzem d'alt nivell per ràdio. Anteriorment, els empleats havien d'utilitzar una varietat de sistemes de notificació diferents.
La ràdio trunked no només s'utilitza per a la comunicació de veu mòbil, sinó també per a la comunicació M2M. Les empreses subministradores d'electricitat, en particular, solen operar xarxes de ràdio regionals que permeten una comunicació M2M fiable des del centre de control de serveis públics amb tots els components rellevants de la xarxa elèctrica, fins i tot en cas d' interrupció prolongada del subministrament elèctric.

## Serveis de comunicació
Funcions de confort:
- Trucada directa i Trucada de grup
- Transmissió de dades ( commutació de paquets basada en IP, suport del procés de datagrames )
- Desviació de trucades/desviament de trucades, trucada de conferència

Protecció d'escoltes :
- Autenticació dels participants de la comunicació
- Xifratge de veu i dades transmeses per la interfície aèria

Priorització i repressió:
- Trucada d'emergència amb uns temps de configuració de trucades curts i garantits
- Priorització de trucades: si hi ha diverses trucades de veu per fer, la trucada d'emergència, per exemple, té prioritat sobre les altres trucades de veu.
- Desplaçament: si no hi ha capacitat de transmissió lliure a la interfície aèria, la capacitat de transmissió de dades necessària per a la trucada d'emergència, per exemple, es desvia de les trucades de veu i les transmissions de dades en curs i es reserva per a la trucada d'emergència. Les trucades de veu actuals es desconnecten automàticament si cal.

Fiabilitat :
- Mode directe (DMO) : Comunicació directa entre dispositius de ràdio amb un bypass complet de la infraestructura de ràdio fixa en cas de fallada de la infraestructura de ràdio fixa o en cas de manca de cobertura de xarxa de la infraestructura de ràdio fixa.

## Desavantatges de la ràdio trunked i comparació amb les xarxes cel·lulars
Les taxes de transferència de dades disponibles per a les transmissions de veu són significativament més altes a la xarxa mòbil que a la ràdio trunked digital. És per això que la qualitat de veu a la xarxa mòbil és significativament millor que amb la ràdio trunked digital. La ràdio trunked digital no és adequada per a converses llargues a causa de la mala qualitat de veu. En comunicacions mòbils, Adaptive Multi-Rate (AMR) s'utilitza sovint a 12.2 kbit/s utilitzat. La ràdio trunked digital utilitza velocitats de transmissió de dades del rang de 2,4 per a les transmissions de veu kbit/s ( Excitació multibanda avançada, AMBE) fins a 4,75 kbit/s (AMR).
La ràdio trunked digital no permet la telefonia de veu a través de MSISDN.
Els sistemes de ràdio troncals digitals moderns que es mostren a continuació utilitzen exclusivament multiplexació per divisió de freqüència (FDM) o una combinació amb multiplexació per divisió de temps (TDM). Els sistemes de ràdio basats en FDM o una combinació de FDM/TDM són susceptibles a interferències de banda estreta i recepció de camins múltiples . Els mètodes de ràdio com ara la multiplexació per divisió de codi (CDM) o la multiplexació per divisió de freqüència ortogonal (OFDM) no s'utilitzen per cap dels moderns sistemes de ràdio trunked digitals que s'enumeren a continuació. Els processos OFDM o semblants a OFDM són l'estat actual de la tecnologia de ràdio per a dispositius mòbils, que proporcionen velocitats de transferència de dades ràpides (> 1). MBit/s). OFDM ofereix una eficiència espectral molt alta. OFDM en la forma COFDM és immune a la recepció de camins múltiples i a la interferència de banda estreta.
Per a transferències de dades lentes i transferències de veu per sota de 20 kbit/s, el mètode de ràdio CDM és el més adequat. Una tecnologia de ràdio basada en CDM pot aprofitar els avantatges de la propagació de freqüències amb Direct Sequence Spread Spectrum (DSSS). DSSS és insensible a la interferència de banda estreta. Gràcies al DSSS utilitzat, es pot utilitzar un receptor rake al receptor de ràdio. Un receptor de rastreig pot aprofitar la recepció de múltiples camins per millorar la recepció de ràdio. La "transmissió suau" es pot utilitzar per a la transferència de cèl·lules de ràdio en sistemes de ràdio basats en CDM. La "transmissió suau" permet canvis de cèl·lules de ràdio més estables i segurs. Per aquests motius, s'utilitzen CDM i DSSS per a UMTS.
Tots els estàndards de ràdio mòbil admeten el trasllat entre cèl·lules de ràdio. L'usuari no nota que la cèl·lula de ràdio està canviant durant la conversa telefònica. El canvi de cèl·lules de ràdio a les xarxes mòbils es produeix sense interrupció per a l'usuari. La majoria dels sistemes de ràdio troncals no admeten el trasllat. Si la ràdio portàtil surt de la cel·la de ràdio, la conversa actual s'avorta. Només TETRA admet el trasllat de cèl·lules de ràdio.
Tots els estàndards de comunicacions mòbils admeten el control de potència de transmissió (TPC) automàtic i adaptatiu dels dispositius mòbils i de l'estació base. Els sistemes de ràdio troncal generalment no admeten el control de potència de transmissió (TPC) automàtic i adaptatiu. Només TETRA admet el control automàtic de la línia de transmissió adaptativa (TPC) per al dispositiu mòbil. Amb TPC, la potència de transmissió es redueix al mínim necessari, la qual cosa allarga la durada de la bateria del dispositiu mòbil o la ràdio portàtil i redueix el risc d'interferències de ràdio. Sense TPC, la transmissió és sempre a la màxima potència de transmissió, el que significa una exposició a la radiació innecessàriament alta (valor SAR elevat). Per a ràdios portàtils per a ràdio trunked, la potència de transmissió màxima a la connexió de l'antena està en el rang de 0,5 W a 5 Watts. Sense TPC i durant llargs temps de conversa, la bateria de l'equip portàtil s'esgota ràpidament.
A les xarxes mòbils, també hi ha dispositius mòbils especials que permeten parlar amb només prémer un botó (PTT).
Amb el "slicing de xarxa" introduït en el 5G, es poden garantir les taxes de transferència de dades i els temps de lliurament dels paquets a la xarxa mòbil pública, fins i tot si la xarxa mòbil pública està sobrecarregada. El "Network Slicing" permet una QoS integral que compleix els alts requisits de les autoritats i els clients corporatius. A més de la ràdio troncal, que només és adequada per a la transmissió de dades lenta, la policia en particular necessita una xarxa de ràdio ràpida (basada en OFDM) per a la transmissió de grans quantitats de dades com ara mapes, fotos i enregistraments de vídeo. Aquesta xarxa sense fil ha d'estar protegida contra sobrecàrregues i disposar d'una font d'alimentació autònoma ( SAI ).
Com a alternativa a la ràdio trunked o la xarxa mòbil pública amb "network slicing", també podeu operar la vostra pròpia xarxa mòbil privada. Les empreses d'infraestructura ferroviària sovint operen la seva pròpia xarxa mòbil privada basada en GSM-R per a ràdio de trens i ràdio de maniobra . GSM-R amplia l'estàndard de comunicacions mòbils GSM amb les funcions conegudes de la ràdio trunked, com ara premer per parlar, trucades de grup, trucades d'emergència, priorització de trucades, temps de configuració de trucades i desplaçament garantits.
Cap dels estàndards de ràdio mòbil admet una comunicació que obvii completament la infraestructura de ràdio instal·lada permanentment ( mode directe (DMO) ). DMO es va proporcionar a les especificacions GSM-R anteriors. DMO ja no s'inclou a les especificacions GSM-R actuals. Per a la ràdio de derivació quan no hi ha cobertura de xarxa de la infraestructura de ràdio GSM-R instal·lada de manera permanent, per exemple, als revestiments, s'ha d'utilitzar la ràdio comercial o la ràdio trunk en mode directe (DMO).
Les xarxes mòbils públiques solen utilitzar freqüències de ràdio en el rang 700 a les zones rurals MHz a 1 GHz. Per a aquestes radiofreqüències, es poden instal·lar dues antenes de telèfon mòbil a la carcassa del telèfon mòbil. L'ús de dues antenes cel·lulars integrades al telèfon mòbil permet millorar la recepció del senyal de ràdio i velocitats de transferència de dades més ràpides a l'hora d'enviar gràcies a la diversitat de recepció i MIMO. Els sistemes de ràdio trunk per a grups tancats d'usuaris, com ara BOS, empreses industrials i municipis, solen estar a la banda de freqüència VHF (136-174). MHz) i banda UHF (350–470 MHz). A mesura que la freqüència disminueix i la longitud d'ona augmenta, es fa més difícil acomodar les antenes a les carcasses dels dispositius de ràdio. És per això que les ràdios de mà per a aplicacions de ràdio a les zones especificades solen tenir una antena de botifarra de goma clarament visible. Com que diverses antenes externes tenen un desavantatge ergonòmic a les ràdios de mà, MIMO no s'utilitza en aquestes aplicacions.

## Arquitectura del sistema

### Ràdio troncal analògica
A la ràdio trunked analògica (a Alemanya) l'estàndard MPT 1327 s'utilitza principalment a la banda de freqüència de 410 a 430 MHz utilitzat.
Les freqüències de 410 a 420 MHz per a l' enllaç ascendent, de 420 a 430 MHz per a l' enllaç descendent . La transmissió de dades pel canal organitzatiu té lloc fins a 1.2 kbit/s.

### Ràdio digital troncal
La ràdio trunked digital té avantatges tècnics respecte a la ràdio trunked analògica. La ràdio trunked analògic es basa en un mètode de transmissió de dades analògic (normalment: FM ). La ràdio troncal digital es beneficia dels avantatges d'un mètode de transmissió de dades digitals, com ara la correcció d'errors directes. La ràdio trunked digital aconsegueix un abast més gran que la ràdio trunked analògic mantenint una qualitat de veu acceptable. L'abast de la ràdio trunked analògic és més gran que l'abast de la ràdio trunked digital. Tanmateix, amb la ràdio trunked analògic al límit de la cel·la, la qualitat de la veu és deficient.
Els estàndards de ràdio troncal digital utilitzats a tot el món per a la ràdio per autoritats i organitzacions amb tasques de seguretat ( ràdio BOS ( Alemanya, Àustria ) o ràdio BORS ( Suïssa )) són:
- TETRA
- tetrapol
- APCO P25

Aquests estàndards de ràdio troncal digital, adequats per a ràdio BOS i ràdio BORS, també es poden utilitzar per a ràdio comercial . Altres estàndards de ràdio troncal digital que s'utilitzen sovint a tot el món per a la ràdio comercial són:
- NXDN
- DMR
- dPMR

### Torres de transmissió
Els pals de transmissió per a la ràdio troncal gairebé no es poden distingir dels coneguts pals de telèfon mòbil. Només canvia la forma de l'antena.